# Ulysses: Jeanne d’Arc and the Alchemist Knight
Ulysses: Jeanne d’Arc to Renkin no Kishi (яп. ユリシーズ ジャンヌ・ダルクと錬金の騎士 Ю:рисидзу дза:нну даруку то рэнкин но киси, Улисс: Жанна д’Арк и алхимик-рыцарь) — японская серия ранобэ от автора Касуга Микагэ c иллюстрациями Томари Мэрон. С августа 2015 года издательством Shueisha было выпущено пять томов плюс приквел истории под импринтом Dash X Bunko. Манга-адаптация книг, выполненная художниками Яги Симба и Хирафуми, начала выходить на сайте Dash X Comic с 28 февраля 2018 года под названием Ulysses: Jeanne d’Arc to Hyakunen Senso no Himitsu (яп. ユリシーズ ジャンヌ・ダルクと百年戦争のひみつ Ю:рисидзу дза:нну даруку то хякунэн сэнсо: но химицу), а 7 октября того же года началась трансляция аниме-адаптации от AXsiZ.

## Сюжет
История происходит во Франции XV века. Монморанси — молодой рыцарь, являющейся сыном аристократа, погружается в изучение магии и алхимии в школе для рыцарей. Его заветная мечта — стать алхимиком и узнать секрет Философского камня. Однажды когда английская армия занимает северную Францию во время Столетней войны, школу расформировывают и большинство молодых учеников из школы рыцарей отправляются в бой, и та же тайная любовь Монморанси, по-видимому, убита во время поражения Франции при Азенкуре. После этого все маршруты идут по-разному, некоторые из их семей предпочитают предавать Францию для Англии. В поисках способа остановить войну Монморанси выполняет секретный алхимический ритуал, который позволяет ему вызвать Королеву Феей Астарот, которая обещает научить его, как использовать камень, чтобы стать Улисом, бессмертным алхимиком с бесконечной силой. В следующие семь лет Монморанси продолжает учиться у Астарофа, как стать Улисс во время путешествия по Франции, но из-за неожиданных событий он заканчивает выполнение ритуала у молодой умирающей девушки по имени Жанна, которая становится новым Улисом на его месте. Таким образом, Жанна обретет силу, чтобы переломить ход войны и с этого времени будет известна как Жанна д’Арк.

## Персонажи

### Главные герои
Монморанси (яп. モンモランシ Монморэнси) — молодой алхимик в поисках способа обнародовать секрет Философского камня и стать Улиссом, высшим существом, способным создать всемирную утопию. Он встретил Жанну и использовал половину камня, чтобы спасти ее жизнь, он поклялся защитить ее.
Сэйю: Рёта Осака
Жанна д’Арк (яп. ジャンヌ・ダルク Дза:нну Даруку) — двенадцатилетняя девушка из Донреми с добрым и нежным характером. После смертельного ранения англичанами, когда на Донреми напали, Монморанси положил половину своего философского камня в ее тело, чтобы спасти ее жизнь, превратив ее в нового Улисса. Из-за ее юного возраста и имея только половину камня в ее теле, Жанна может стать Улисс всего три минуты; в этой форме она превращается в могущественного и почти непобедимого бойца, но в то же время она становится чрезвычайно жестокой и садисткой, поскольку сила камня показывает ее высокомерие.
Сэйю: Юко Оно
Ла Гир (яп. ラ・イル Ра Иру) — командир наемного подразделения, отправленного Шарлоттой на защиту Донреми и остальной части Лотарингии. У нее есть массивное копье и пистолет, также она любит милые вещи, и из-за этого она влюбилась в Жанну и Астарот в тот момент, когда увидела их.
Сэйю: Сидзука Исигами
Астарот (яп. アスタロト Асутарото) — королева фей и хранитель философского камня, призванная в человеческий мир Монморанси, чтобы помочь ему стать Улиссом. Она любит провоцировать Монморанси и ругать его за отсутствие опыта.
Сэйю: Хисако Тодзё

### Второстепенные персонажи
Артур де Ришмон (яп. アルテュール・ド・リッシュモン Арутю:ру до Риссюмон) — подруга детства Монморанси. Когда французская армия была уничтожена в битве при Азинкуре, ее сломанный меч был найден на поле битвы Монморанси. Однако позже выяснилось, что она была захвачена англичанами, и в настоящее время она борется за них. Она принадлежит к роду правителей Бретани. Имеет характер, с которым легко наживает себе врагов, и при этом не чтит справедливость. Осталась в Бретани вместе со своим старшим братом, чтобы удерживать независимость княжества. Обучалась в той же рыцарской школе, что и Монморанси, а также принимала участие в битве при Азенкуре.
Сэйю: Манами Нумакура
Шарлотта де Валуа (яп. シャロット Сяротто) — третья дочь французской королевской семьи Валуа, она является третьим членом старой группы друзей Монморанси. После смерти своих братьев в битве при Азинкуре она стала следующим наследником трона.
Сэйю: Саори Ониси
Батард (яп. バタール Батару) — является вторым заместителем Алансона во время осады Орлеан
Сэйю: Юки Кувахара
Алансон (яп. アレンソン Арэнсон) — командующий французской армией во время осады Орлеан, он принадлежит к дому Аленсона, чьи владения были захвачены англичанами. Он один из немногих дворян Северной Франции, которые все еще верны Валуа.
Сэйю: Дзюндзи Мадзима
Сентрай (яп. ザントライユ Дзанторайю) — второй командир наемников Ла Гира, он сражается массивным мечом. Он влюблен в своего Командующего, постоянно пытаясь получить от неё поцелуй.
Сэйю: Хидэнори Такахаси
Ла Тремуй (яп. ジョルジュ・ド・ラ・トレモイユ Трэмоиру) — двоюродный брат Монморенси. Несмотря на то, что он был первым советником Шарлотты, он тайно вступает в сговор с английским и бургундским домохозяйствами, чтобы положить конец войне унизительным договором, который отдаст половину Франции врагу, сильно ослабив репутацию Валуа как в их нации, так и в остальной Европе и создание идеального условия для переворота. Он также является садистским и зловещим коллекционером фей.
Сэйю: Ацуси Абэ
Генрих V (яп. ヘンリー5世 Хэнри-сэй) —
Сэйю: Сатоси Хино
Филиппита Валуа Бургундская (яп. フィリップ Фириппу) — девушка из Бургундии, герцогства, расположенного на востоке Франции. Она также одна из друзей детства Монморанси. Имеет спокойный характер, который сильно контрастирует на фоне характера отца. Поступила в школу рыцарей, чтобы искупить все преступления, совершённые отцом. После битвы при Азенкуре ее семья выбрала предательство Валуа и его сторону с англичанами. Позже выяснилось, что она — Улисс, известная как «Темный Улисс», используя проклятый шлем и эликсир Монморанси.
Сэйю: Юки Такада
Катерина (яп. カトリーヌ Катори:ну) — кузина Монморанси. Она стремится быть с Монморанси, называя его «старшим братом». В прошлом, когда она плакала в тюрьме башни, она влюбилась Монморанси.
Сэйю: Мию Томита
Жан Бесстрашный/Жан Муфукоу (яп. ジャンムフコウ Жан Муфукоу)
Сэйю: Ацуси Оно
Николас Фламель (яп. ニコラスフラメル Никорасу Фурамэру)
Сэйю: Хироси Ито
Гласдейл (яп. クラシダス Курасидасу)
Сэйю: Хироаки Хирата
Рассказчик (яп. ナレーター Нарэта)
Сэйю: Унсё Исидзука
Герцог Бедфорд (яп. デュークベッドフォード Дэюку Бэддофодо)
Сэйю: Кадзуюки Окицу
Томас Маллрой (яп. トマス Томасу)
Сэйю: Аяка Сува
Энлиль (яп. エンリル Энриру)
Сэйю: Такэхито Коясу

## Медиа

### Ранобэ
Пять томов и один том приквела были изданы издателем Shueisha с 25 августа 2015 года под импринтом Dash X Bunko.
| № | Дата публикации  | ISBN                   |
| - | ---------------- | ---------------------- |
| 1 | 25 августа 2015  | ISBN 978-4-08-631011-6 |
| 2 | 25 августа 2015  | ISBN 978-4-08-631064-2 |
| 3 | 22 апреля 2016   | ISBN 978-4-08-631108-3 |
| 4 | 23 февраля 2018  | ISBN 978-4-08-631233-2 |
| 5 | 21 сентября 2018 | ISBN 978-4-08-631265-3 |

### Манга
Адаптация манги с иллюстрациями Яги Симбы и Хирафуми под названием Ulysses: Jeanne d’Arc to Hyakunen Senso no Himitsu (яп. ユリシーズ ジャンヌ・ダルクと百年戦争のひみつ Ю:рисидзу дза:нну даруку то хякунэн сэнсо: но химицу) начала выпускаться на сайте Dash X Comic с 28 февраля 2018 года.
| № | Дата публикации | ISBN                   |
| - | --------------- | ---------------------- |
| 1 | 19 ноября 2018  | ISBN 978-4-08-891153-3 |

### Аниме
Аниме-адаптация была анонсирована 25 октября 2017 года. Режиссёром стал Итагаки Син, за построение серий отвечает Кингэцу Рюносукэ, а за музыкальное сопровождение — композитор Ивасаки Таку, производством сериала занялась студия AXsiZ. Премьера состоялась в октябре 2018 года. Сериал также транслируется на сервисе Crunchyroll по лицензии компании Funimation, занимающийся дублированием. Всего в аниме 12 серий.

#### Список серий
| 1 | Алхимия и фея «Рэнкинзюцу то, Ё:сэй то» (錬金術と、妖精と)                                                   | 7 октября 2018  |
| В 1415 году война между Францией и Англией была в разгаре. В Париже в лавку за книгой примчался юноша. Ришмон пришла к Монморанси и сообщила, что он имеет худшие оценки по военному искусству и ряду сопряженных дисциплин. Ришмон признавала алхимию ересью. Монморанси принимается убеждать подругу в важности алхимии, которая может помочь воинам обрести силу и неуязвимость. Парень мечтает найти великого учителя и полагает, что им является продавец книг. Монморанси не хочет воевать, а жаждет спасать жизни. Ришмон оказывается на поле боя и попадает в плен. Монморанси отыскал фрагмент её меча. | |                 |
| 2 | Девушка по имени Жанна «Дзанну то иу сёдзё» (ジャンヌという少女)                                             | 14 октября 2018 |
| После битвы при Азенкуре английские войска вошли в Париж. Королевская семья вынуждена бежать в Шалон и там основывает временное правительство. Герцогство не примкнуло к королю. Настали смутные времена. Жанна начинает слышать голоса. Она молится идолу о том, чтобы англичане вернулись в свою страну. Монморанси стал алхимиком и отправился в странствия. Происходит встреча Монморанси и Жанны. Парень оказавшись на руинах, принимается варить эликсир. Ришмон и её однокурсники дают клятву о вечной дружбе. Монморанси снова настигает провал. Целых семь лет он не может достигнуть результата. | |                 |
| 3 | К плетущему интриги дворцу «Бо:ряку но Кю:тэй э» (謀略の宮廷へ)                                              | 21 октября 2018 |
| Монморанси начинает распространять слухи о предполагаемой святости Жанны, утверждая, что она - легендарная девственница, выбранная Богом для защиты Франции от зла, названного в некоторых старых легендах. Когда голоса начинают распространяться, Монморанси и Жанна идут в Шинон, чтобы поговорить с Шарлоттой и попросить ее сделать Жанну рыцарем и командующим французской армией. | |                 |
| 4 | Это обещание для тех, кто «Ано Якусоку ва дарэгатамэни» (あの約束は誰がために)                               | 28 октября 2018 |
| Ля Тремоиле показывает Монморанси, что он планирует достичь соглашения с англичанами, отдав уже оккупированную Бургундию, чтобы превратить ее в спутниковую страну Англии и создать независимое королевство Южной Франции, используя Филиппа в качестве посредника. Однако прежде чем Монморанси и Ришмон могут быть убиты, Ла Гир и ее наемники атакуют замок и спасают их. | |                 |
| 5 | Доказательство чистоты «Дзюнкэцу но сё:мэй» (純潔の証明)                                                     | 4 ноября 2018   |
| Чтобы вернуть Реймс и продолжить коронацию Шарлотты в качестве новой королевы Франции, французская армия должна разрушить осаду в Орлеане, чья армия возглавляет двоюродный брат Шарлотты Аленсон. Поскольку у Шарлотты недостаточно солдат для отправки в помощь Орлеане, Рихемтон пытается найти помощь своего слабого брата, только чтобы узнать, что он не намерен выступать ни с англичанами, ни с французами, пока война не закончится. Тем временем Ла Тремоил возвращается в Чинон с письмом инквизиции, в котором требуется сделать тест на девственность с Жанной, чтобы доказать, что она не соединилась с дьяволом, чтобы получить силы; однако Шарлотта и Монморанси отказываются дать свое разрешение на испытание, опасаясь, что инквизиция, вероятно, может использовать какой-то трюк, чтобы продемонстрировать свою теорию. Тем временем, в Бургундии, Филипп использует древний проклятый шлем, при этом используя эликсир Монморанси, чтобы превратиться в Темного Улисса. | |                 |
| 6 | Прах к праху «Хайхахайнй» (灰は灰に)                                                                         | 11 ноября 2018  |
| Жанна и Монморанси успешно достигают осажденного Орлеана, чьей армией командовал младший брат Рихмонта Аленсон и незаконный родственник Шарлотты Батар. Аленсон, однако, первоначально отказывается от помощи новичков и сам совершает лобовое нападение. Позже Жанна и Монморанси сталкиваются с Филиппом и побеждают ее, заставляя девушку отступить и заверить, что это удачный выход для своих союзников в город. Опираясь на это, благодаря влиянию Жанны французская армия отвоевывает большинство замков и крепости вокруг Орлеана, переезжая из Бедфорда, чтобы нанять английского наемника. Тем не менее, сторонники Жанны быстро выходят из-под контроля и даже из-за настойчивости девочки (вызванный тем фактом, что камень начинает менять свою индивидуальность даже из ее формы Улисса) у Аленсона нет другого выбора, кроме как атаковать мощную оплоту Ла Турель, расположенную на другой стороне моста, который, проходя через Луару, соединяет Орлеан с южным берегом. Во время битвы, однако, Жанна обманывает Филиппу, которая успешно блокирует её, позволяя Гласдейлу пронзить их сердца и стрелу, сделанные из Лансо Лонгина, еще одним мощным философским камнем, способным предотвратить исцеление проколотых органов. Жанна быстро обезглавливает и деморализует французскую армию, которая отступает почти сразу. | |                 |
| 7 | Дождь и память в Бретани» «Амэ ту тсуиоку no Бурютанию» (雨と追憶のブルターニュ)                             | 18 ноября 2018  |
| Французская армия переходит в Августины, старый монастырь теперь превратился в крепость, близкую к Ле Турель. Жанна сейчас в коматозном состоянии за то, что она потеряла свое сердце, и камень едва смог сохранить ее жизнь. Астарот говорит Монморанси, что единственный способ спасти ее - это Экскалибур, еще один древний философский камень с силой исцеления любой раны. Так как меч, как говорят, расположен в родной стране Монморанси Бретань, Аленсон требует от него по этому поводу добраться до своего деда Жана де Краона и попросить его о том, чтобы солдаты выдержали битву. Несмотря на ненависть между ним и его дедом, Монморанси отправляется в Чамптосе и разговаривает с Жаном, который, однако, отвечает, что он одолжит ему солдат, только если Монморанси согласится выйти замуж за свою двоюродную сестру Кэтрин де Туар, объединив двух самых могущественных семей в Бретани. Монморанси сначала отказывается не нарушать клятву, чтобы остаться рядом с Жанной, не женившись, но Кэтрин, несмотря на свою любовь к нему, соглашается заставить Жан-де-Краон поверить, что они занимались любовью в течение ночи; таким образом, дед Монморанси соглашается предоставить ему солдат, которых он хочет, несмотря на то, что узнал от своего старого друга Фламела, что его внуком может быть легендарный антихрист, который уничтожит мир. Тем временем подразделение Ля Гир отправляется в Орлеан, чтобы помочь Аленсону. | |                 |
| 8 | Возвращение святой девушки «Сэйдзё но:кикан» (聖女の帰還)                                                    | 25 ноября 2018  |
| В то время как рыцари и Хатлайнль защищают Орлеан, Астарот ведет Аленсона и Батара туда, где она спрятала Эскалибур, показав легендарную Фею Озера, которая восстановила меч после смерти короля Артура. Однако, достигнув укрытия с помощью некоторых фей, группа встречается с валлийским писателем и романистом Томасом Малори, который пытается украсть предмет по приказу Бедфорда; Астарот, однако, справляется с этим, и для того, чтобы противостоять прибывающей английской армии, Аленсон приказывает Батарду и Астароту вернуться в Орлеан, пока он не вернется, чтобы сражаться, удерживая Малори с ним в качестве заложника. К счастью, армия Ришмонта прибывает как раз вовремя, чтобы спасти Аленсона (даже если Малори сумеет убежать), затем брат и сестра отправятся на путь между Шамтоце и Орлеанами, где Ла Тремоил пытается остановить войска Монморанси со своей личной армией. В то время как Ришмонт удерживает Ла Тремоила, Монморанси и Аленсон наконец доходят до Августинов, где благодаря поцелуям Монморанси, Жанна успешно оживает и просыпается. | |                 |
| 9 | Танцевальная музыка белых и черных Чёрная и белая живопись (альт рус) «Сиро ту куро no Киока» (白と黒の舞曲) | 2 декабря 2018  |
| 10 | | 9 декабря 2018  |
| 11 | | 16 декабря 2018 |
| 12 | | 23 декабря 2018 |

#### Музыка
За музыкальное сопровождение отвечает композитор Ивасаки Таку.
Начальная тема:
«Libération» — исполняет Май Футигами
Завершающая тема:
«Hyakunen no Meram» — исполняет Rionos
Вся музыка написана Ивасаки Таку.
| №  | Название                                  | Текст песни  | Исполнители  | Длительность |
| -- | ----------------------------------------- | ------------ | ------------ | ------------ |
| 1. | «Libération» (Ямамото Кота, Ивасаки Таку) | Май Футигами | Май Футигами |              |
| 2. | «Hyakunen no Meram»                       |              | Rionos       |              |